# Nikolaj Kopernik
Nikolaj Kopernik [nikoláj kopérnik], latinizirano Nicolaus Copernicus, poljski astronom, matematik, pravnik, zdravnik, administrator in ekonomist, * 19. februar 1473, Torunj, Kraljevska Prusija (sedaj Poljska), † 24. maj 1543, Frombork, Kraljeva Prusija, Malborško vojvodstvo (zdaj Poljska).
Kopernikov verjetno največji prispevek k človeštvu je izdelava in utemeljitev znanstveno uporabnega heliocentričnega modela Osončja.

## Življenje

### Mladost
Svojo mladost je Kopernik očitno preživljal v udobnih meščanskih razmerah, v hiši na ulici Svete Ane (danes Kopernikova ulica), v vinogradu v Klösterchenu, na očetovih poljih in livadah ter med predmeti iz srebra in zlata. Pri desetih letih mu je umrl oče in skrb zanj je prevzel materin brat Lukas Watzenrode. Ker je večino časa živel pri stricu, ki je bil, tako kot mati, Nemec, je Kopernik večinoma govoril nemško, poljščino je sicer obvladal, je pa ni kaj dosti uporabljal. Svoje znanstvene spise je pisal v latinščini.

### Študij
Na univerzah je preživel 15 let. Z 18. leti je odšel študirat medicino, matematiko in astronomijo na Univerzo v Krakovu. V zimski semester akademskega leta 1491/1492 se je v Krakovu imatrikuliralo 69 študentov. Seznam študentov za leto 1400 do 1508 se je ohranil. Kopernik je bil v tistem semestru 32. V Krakovu ni opravil nobenega izpita.
Na artistični (filozofski) fakulteti je poslušal matematiko (aritmetika, splošna perspektiva, Evklidova geometrija), astronomijo (elementi nebesne sfere, von Peurbachova planetna teorija, mrki), astrologijo, slovnico, poetiko, retoriko, Ibn Rušda in Aristotela. Glavni vir informacij za tedanje študente so bila predavanja, saj so bile tiskane knjige še zelo drage in redke. Kopernik je že med študijem imel nekaj lastnih knjig, med njimi Evklidove Elemente (izdano 1482), Regiomontanove Tabulae directionum (izdano 1490) ter Alfonsove planetne tabele (Tabulae alphonsinae) (izdano v Benetkah 1492). Marsilio Ficino, je leta 1489 v Firencah izdal knjigo O Soncu in svetlobi ter trojnem življenju (De sole et lumine de triplici vita). Ko je bila knjiga natisnjena, je nemudoma poslal nekaj primerkov svojemu prijatelju Kallimachu v Krakov. Kallimach je zelo dobro poznal Kopernikovega strica. Zato je zelo verjetno, da je obiskoval stričevega prijatelja, se z njim pogovarjal in se seznanjal z novostmi iz književnosti. Možno je, da je že v začetku študija imel v rokah Ficinovo knjigo, v kateri je ta opisoval pomen Sonca kot najčudovitejšo svetlobo, ki v središču neba usmerja harmonično gibanje sveta. Med študijem je spoznal tudi vsebino Cicerovega dela Somnium Scipionis, ki so ga komentirali na univerzitetnih predavanjih. Delo obravnava gibanje Venere in Merkurja okrog Sonca. V tem delu je naletel na Hiketa, pri Plutarhu pa še na ostale grške astronome, ki so pojasnjevali premikanje neba z gibanjem Zemlje. Najuglednejši astronom in matematik v Krakovu je bil takrat Wojteh Albert Blar de Brudzewo, imenovan Brudzewski.
Hartman Schedel iz Nürnberga je pisal v svoji Kroniki sveta (1480 do 1492), da je Krakov zelo znan po svoji Jagelonski univerzi, obnovljeni leta 1400, kjer cvete študij matematike in astronomije bolj kot kjerkoli v Nemčiji in v svetu. Pa tudi Nürnberg in druga evropska ali svetovna mesta so se šele začela prebujati. Brudzewski je učil v Krakovu več kot 20 let, svoj zadnji tečaj predavanj iz astronomije pa je imel leta 1490. Med Kopernikovim obiskovanjem univerze je javno govoril le o Aristotelu. Brudzewski je bil s 25 letom bakalaver, pozneje magister, postal je profesor in dekan artistične fakultete, in značilno: šele po vsem tem je bil lahko bakalaver teologije in kanonik. Leta 1494 je zapustil Krakov in sprejel povabilo za sekretarja velikega vojvode Aleksandra Litvanskega, kasnejšega poljskega kralja. Že leta 1497 je umrl v Vilni. Brudzewski pa je bolj kot drugi profesorji prihajal v ožji stik s študenti, ker je bil predstojnik študentovskega doma, imenovanega Bursa Hungarorum. Od njega je Kopernik zasebno prejel veliko znanja. Brudzewski je vedno veljal kot njegov velik učitelj in tudi večina profesorjev matematike in astronomije v tedanjem Krakovu je bila njegovih učencev. Kar šestnajst jih je napovedalo astronomska in matematična predavanja: o Evklidu, o aritmetiki, o optiki, o splošni perspektivi, o eklipsah, o glasbi, o von Peurbachovi teoriji planetov, o Regiomontanovih astronomskih tabelah in njegovem koledarju; dva pa sta predavala o astrologiji. Pri Brudzewskem naj bi bil Kopernik pridobil »trdnost matematičnega znanja, ostrino pogleda, vzvišeno enostavnost dokazovanja«. Brudzewski je podal tolmače o von Peurbachu in Regiomontanu. Leta 1483 je tolmačil von Peurbachovo knjigo in opozoril, kakor pozneje Reinhold, zlasti na ovalne krožne poti Merkurja in Lune. Njegov tolmač k von Peurbachovi teoriji planetov je dal njegov učenec tiskati v Milanu. Da se je v tem tolmaču Brudzewski kazal kot zagovornik geocentrične slike, pač ni pomenilo mnogo glede na njegov položaj kot krakovski kanonik, zlasti še, ker je bil sumljiv zaradi svojih javnih zvez z mednarodnimi humanisti. Omenil je tudi Oresma, ki je dopuščal gibanje Zemlje okrog Sonca. V tolmaču se je Brudzewski skliceval tudi na zadržke, ki jih je izrekel Ibn Tufajlov mlajši prijatelj Ibn Rušd glede teorije ekscentrov in epiciklov. Ibn Rušd je namesto Ptolemajeve teorije predlagal vrnitev k Evdoksovi in Kalipovi teoriji vrtečih harmoničnih homocentričnih krogel, saj je takšen pogled podpiral tudi Aristotel. Čeprav je bil to korak nazaj v primerjavi s Ptolemejevo teorijo, je imela geocentrična teorija vrtečih homocentričnih krogel precej pristašev tako med arabskimi kot evropskimi astronomi in učenjaki. Njen avtor je bil al-Bitrudži Alpetragij (okoli 1130–1204), ki si je sposodil nekatere zamisli od Ibn Badže in od svojega učitelja Ibn Tufajla (okoli 1105–1185). Kljub temu je bila Ibn Rušdova kritika pozitivna, saj je omajala Ptolemejeve matematične temelje.
Ne vemo natanko, kako dolgo je Kopernik študiral v Krakovu. Mesto je zapustil verjetno jeseni leta 1494 in se vrnil v Torunj. Po prizadevanju strica, ki je medtem postal varmijski (ermlandski) škof, ga je določil za kandidata na položaj kanonika v Ermlandu. Ob prvem prostem mestu je imel smolo. Kanonik, čigar smrt je sprostila njegovo službo, je umrl v nepravem mesecu: za kanonike, umrle v mesecih s parnim številom dni, je lahko določil naslednike škof, za neparne mesece pa edinole papež. Broscius, krakovski profesor, ki je v fromborškem arhivu ukradel mnoga Kopernikova pisma, je imel še v 17. stoletju pismo mladega Kopernika, ki se je v njem pritoževal, da mu zavistneži niso privoščili dobrega kanonikata. Poleti leta 1496 se je odpeljal proti Italiji v Bologno kjer se je po stričevi želji vpisal na kanonsko pravo. Leto zatem 1497 je umrl dobri kanonik stolnega kapitlja v Fromborku (Frauenbergu (Frauenburgu)) Czannow, in Kopernik je pri 24 letih s pomočjo strica dobil njegov kanonikat. To mu je zagotovilo materialno neodvisnost in ga je tudi za vse življenje zaprlo v majhno mesto. Vse življenje ga torej ni mučila nikakršna materialna skrb, od svojega 24. leta je živel od prebend in sinekur, od znoja tlačanskih kmetov. V prvih 10 letih njegovega kanoništva se je pojavilo njegovo ime samo dvakrat v fromborških listinah: leta 1499 so mu podelili pristavo, julija leta 1501 pa je dobil od kolegov nov študijski dopust, ko mu je prvi, triletni potekel.
Vedno bolj so ga privlačevali dvomi o geocentričnem sestavu in vizija Vesolja s Soncem v središču. Ob odhodu v Bologno je vzel s seboj temeljna astronomska dela, ki jih je kupil v Krakovu, Regiomontanove Tabulae directionum in Alfonsove planetne tabele. Srečno naključje, ki mu je pomagalo pri proučevanju astronomije, je bila izdaja Regiomontanovega Epitama, ki je leta 1496 izšel kot skrajšan Almagest. V tistem času je bilo to edino tiskano delo, ki je vsebovalo Ptolemejevo teorijo. Iz Epitama se je Kopernik poučil o Ptolemejevi geocentrični teoriji in spoznal Regiomontana. Od tedaj naprej ga je to delo vedno spremljalo pri raziskavah. Ves čas se je poleg študija ukvarjal z astronomijo in pomagal Domenicu Maria de Novari (1454-1504) pri opazovanjih in meritvah. V Bologni je ostal od leta 1496 do 1500.
9. marca 1497 je skupaj z de Novaro opazoval okultacijo Lune z Aldebaranom, α Bika, znane zvezde v Hijadah. V svoj priročni izvod Alfonsovih planetnih tabel je zapisal, da je 4. marca 1500 v Bologni prav tako opazoval. Vneto je študiral matematiko in astronomijo ter grško slovnico pri Antoniu Urceu Codru (beraču, ubožcu), ki je dolgo skoraj zastonj predaval mnoge različne grške avtorje, Hipokrata, Heliodora, Galena, Homerja, ter celo Evklida in Arhimeda.
V začetku aprila jubilejnega leta 1500 je Kopernik verjetno v velikonočnem tednu odpotoval v Rim, kjer je obiskoval knjižnice in po Retiju, ki je kasneje med letoma 1539 in 1541 živel pri Koperniku v Fromborku, v krogu sholarjev, učenjakov in velikih mož zasebno predaval matematiko in astronomijo na rimski katedri. Verjetno je sedaj, ko je že dovolj obvladal grški jezik, obiskal tudi Vatikansko knjižnico, kjer je imel kot visok cerkveni dostojanstvenik možnost videti izvirne grške rokopise. Tam je ostal 1 leto. Tako je delalo veliko tedanjih potujočih humanistov, na primer Conrad Celtes v Krakovu, von Peurbach v Ferrari in Regiomontan v Padovi. V svoji knjigi O kroženjih nebesnih krogel je pozneje poročal o Luninem mrku, ki ga je opazoval v Rimu 5. novembra 1500. Poleti se mu je iztekel njegov triletni študijski dopust. Zgodaj poleti se je brez posebne naglice odpravil domov, kjer se je začel pripravljati še na študij medicine. Da bi prišel pravočasno na vpis v novi semester je moral že sredi poletja odriniti iz Varmije (Ermlanda). Najprej je šel v Padovo, kjer je pri Grku Musuru še izpopolnjeval grški jezik, študiral izvirna grška dela, iz kanonskega prava pa je doktoriral v Ferrari. Ferrara je menda tedaj imela več prebivalcev kot Rim, večina pa je bila revnih. Na njeni univerzi je delovalo mnogo znanih imen. Na obiske k matematiku Bianchiniju so prihajali med drugim kardinal Bessarion, von Peurbach, Regiomontan, de Novara in Codrus. Oba Kopernikova učitelja iz Bologne, de Novara in Codrus ter znani pridigar Savonarola so študirali tam. Dolgo so dvomili ali je Kopernik res študiral v Padovi. V 19. stoletju so v Ferrari našli njegovo doktorsko diplomo iz leta 1503. Ne vemo, ali je v Padovi prejel medicinsko diplomo. Z njo si sicer svojih akademskih časti ni mogel kaj prida povečati, pa tudi za zdravljenje je ni potreboval.
Leta 1504 se je vsestransko izobražen vrnil domov v Lidzbark v Varmijo. Kljub temu, da mu med delom ni ostajalo dosti časa za astronomijo, je vendar ni zanemarjal. Pri izdajatelju Arhimedovih del Luki Gauricusu je videl tudi Arhimedovo delo Peščena zrnca (Psammites), kjer je navedena Aristarhova razlaga paralakse zvezd in razsežnosti Osončja. V delu Enciklopedija Martiana Cappele iz 5. stoletja je prebral tudi, da se Merkur in Venera nikoli ne oddaljita od Sonca. Polmer epicikla Venere bi v geocentričnem modelu, kjer se Merkur in Venera gibljeta znotraj Sončevega tira, moral biti nesorazmerno večji od polmera njenega deferenta, kar je vedel že Apolonij. Zaradi tega so po Heraklitu grški astronomi menili, da notranja planeta krožita okrog Sonca. V tem obdobju je nastal zapisek o opazovanju Luninega mrka 2. junija 1509, ki ga je videl v Fromborku ali v Krakovu, kamor se je večkrat peljal, ko je njegov stric še živel (verjetno je bil tedaj res v Krakovu). V tem času je zelo verjetno izdelal tudi prvi oris heliocentrične teorije, čeprav sodobni angleški znanstveniki in zgodovinarji, kot J. Ravetz, menijo, da je ta oris nastal že pred letom 1496, saj iz njega ni mogoče razbrati, da bi ob pisanju že poznal Regiomontanov Epitam.
Okoli leta 1510 je za strica izdelal tudi zemljevid Varmije z mejami do Prusije. Naelektreno ozračje, ki je vladalo v Varmiji med letoma 1512 in 1513 prav gotovo ni koristilo njegovim raziskavam novega sestava, čeprav jih ni povsem opustil. Kot astronom je bil že poznan v znanstvenem svetu, saj mu je v prvi polovici leta 1513 Pavel Middelburški, Fossombronski škof, predlagal, naj sodeluje pri izdelavi novega koledarja, kar na žalost ni doletelo Regiomontana. Istega leta je Kopernik poslal v Rim lasten očrt koledarskih reform. Kopernikov priimek je Pavel omenil v traktatu Secundum compendium correctionis calendarii (1516) med učenjaki, ki so poslali predloge za spremembo koledarja. Od arabskih astronomov ni bilo nobenega. Ulug Begov Gurganski Zidž je bil porušen že 65 let, Hajamovo delo pozabljeno, arabska astronomija pa je zamrla. Leta 1515 je Kopernik sodeloval na 5. lateranskem konzilu o koledarju. Problem koledarja ga je vedno zanimal, še zlasti pa ga je vznemirjala navidezna spremenljivost tropskega leta, ki naj bi bila posledica takrat splošno priznane, a napačne Tabitove teorije trepidacije. O koledarju se sicer javno ni izjasnil, ker je menil, da je še premalo točnih podatkov. Tako je šele 29 let po koncilu objavil svoje rezultate dolžine tropskega leta v svoji knjigi O kroženjih nebesnih krogel (De revolutionibus orbium coelestium). Ti rezultati iz leta 1543 in Reinholdove Pruske tabele iz leta 1551 pa so kasneje leta 1582 služile pri gregorijanski prenovi koledarja.
Verjetno je Koperniku pri delu pomagalo tudi to, da se je lahko poleg Regiomontanovega Epitama posluževal tudi popolne latinske izdaje Almagesta, natisnjenega v Benetkah leta 1515 po prevodu Gerarda da Cremone (1114–1187) iz leta 1175 iz arabščine, ki je prevedel ali nadzoroval kar 92 arabskih prevodov. Kopernik je dobil knjigo tako rekoč še svežo iz tiskarne. Skupaj z Epitamom je postala osnovna opora njegovega dela. Od leta 1497 do 1529 je opravil, kot nam je znano, 27 opazovanj do leta 1541 pa še približno 40. To je v primeri z Regiomontanovimi in Waltherjevimi opazovanji malo, vendar je skoraj večino svojih opazovanj povezal s teorijo.
V Narodni in univerzitetni knjižnici v Ljubljani je Stanislav Južnič 26. januarja 2006 odkril drugo izdajo Kopernikove Knjige kroženj (De Revolutionibus) iz leta 1566. Dragoceno delo je bilo nekoč last ljubljanskih jezuitov, Matija Čop pa ga je z letnico 1766 pomotoma uvrstil med knjige 18. stoletja in morda se je prav zato ohranilo.

## Dosežki

### Opazovanja

#### Precesija enakonočij
Ukvarjal se je tudi s precesijo enakonočij in jo opazoval v letih od 1515 do 1525. V njegovem času so tudi celo dvomili o točnosti Aristilovih, Timoharisovih, Hiparhovih, Ptolemajevih in drugih antičnih astronomov, še posebej pa nürnberški župnik Johannes Werner. Leta 1424 je Kopernik javno pisal krakovskemu kanoniku Bernardu Wapowskemu o Wernerjevemu delu iz leta 1422 O gibanju osmega neba, kjer je Werner trdil, da se je gibanje osme krogle nepremičnih zvezd (ostalih sedem se nanaša geocentrično na planete) močno spremenilo. Po njegovem mnenju je bilo gibanje hitrejše v času od Ptolemejevega življenja do nastanka Alfonsovih planetnih tabel kot pozneje. Po tedaj obstoječi teoriji trepidacije je bilo gibanje pomladne točke γ posledica nihanj te osme namišljene krogle. Kopernik sicer ni zanikal pojava trepidacije in je pokazal na zmotna Wernerjeva sklepanja in napačne navedbe opazovanj od Timoharisa do Ptolemeja celo do 11 let. Leta 1525 je Kopernik določil dolžino siderskega leta 365d 6h 9m 40s (napaka 30s) pri čemer je omenjal Tabitovo oceno. Že v Komentarčku (Commentariolus) iz leta 1514 je menil tudi, da je nespremenljivo sidersko leto odgovorno za gibanje Zemlje okrog Sonca in ne tropsko leto, ki se navidezno spreminja zaradi napačne teorije trepidacije. O precesiji enakonočij je pisal na začetku 3. knjige svoje znamenite Knjige kroženj (Liber Revolutionum) (Nürnberg 1543), kakor je sam imenoval svoje delo. Zemlji je poleg prvega gibanja, rotacije in drugega gibanja, revolucije pripisal še tretje konično gibanje in ga imenoval libracija Zemlje. Zemljina vrtilna os bi se gibala okrog normale na ravnino ekliptike v nasprotni smeri od prvih dveh njegovih gibanj s tem, da je njena rotacija poševna. Tako se Zemlja enkrat v letu obrne okrog obeh polov ekliptike. S svojim tretjim gibanjem, ki je po njem povzročalo tudi spremembo letnih časov in zagotavljalo skoraj nespremenjeno smer Zemljine vrtilne osi pri njeni revoluciji in s svojim drugim gibanjem, katerih periodi nista enaki, je hotel pojasniti precesijo enakonočij. Od tretjega gibanja Zemlje, libracije ostane po njem samo počasno precesijsko gibanje njene osi, ki ga je enačil s trepidacijo, ker so že spoznali, da vrtilna os prostega in v vseh oseh simetričnega togega telesa ne spreminja lege v prostoru. Drugače pa problema precesije ni znal pravilno rešiti. Bil pa je prvi, ki je postavil ta problem. Prvi je tako ločil dejansko gibanje Zemlje od gibanja zelo oddaljene nebesne krogle. Ker je bil pojav mehansko prezapleten, so si drugi omislili gibanja še treh novih nebesnih krogel. Libracije sicer imenujemo drugačna gibanja nebesnih teles, na primer libracije Lune. S trikvetrom je Kopernik zaradi proučevanja precesije meril višino Spike. Deklinaciji zvezde sta se razlikovali leta 1515 za 1' in leta 1525 za 2', kar je bil zaradi preprostosti njegovih inštrumentov dober rezultat. Iz deklinacij je lahko izračunal njeno kotno razdaljo od pomladne točke γ ali njeno ekliptično dolžino. Tako je videl, da se je v 1386. letih, od Ptolemeja do njega, pomladna točka γ premaknila za 20° 41' ali povprečno na leto za 54". De Brahe je z izboljšanjem svojih merilnih pripomočkov do točnosti 1' kasneje med drugim odkril, kot je sam mislil, da je trepidacija točk enakonočja samo navidezna in je posledica netočnega opazovanja. Sam je izračunal 51", kar je bilo že dobro izmerjeno. Ko je dobil v roke izviren Kopernikov trikveter se je smejal njegovi preprostosti in ni verjel, da je bil Kopernik v stanju tako točno opazovati. Bil pa je vesel daru. Pravega mehanizma Zemljine precesije pa tudi de Brahe ni spoznal. Šele z odkritjem splošnega gravitacijskega zakona je lahko Newton dal dokaj dobro mehansko razlago Zemljine precesije. O njej je pisal v 3. knjigi Načel (London 1687). Iz enačbe za splošno precesijo:
{\displaystyle \psi =\psi '-p\cos \epsilon _{1}\!\,,}
kjer je {\displaystyle \psi '} lunisolarna precesija, p planetarna precesija in {\displaystyle \epsilon _{1}} naklon ekliptike na srednjem ekvatorju se lepo vidi, kaj je delalo težave astronomom pred 18. stoletjem, saj je zgoraj drugi člen planetarne precesije p še najbolj podoben nepravilnostim pomikanja pomladne točke γ trepidaciji, ki so jo lahko delno opazovali neposredno. Tistih sedem starih planetnih krogel je vseeno nekako povezano s precesijo, ne pa zvezde, ki seveda nikakor niso gravitacijsko vezane na Zemljo.
Kopernikovo življenje je bilo v celoti prežeto z astronomijo. Vseskozi je vneto zagovarjal delo antičnih astronomov ter njihovo marljivost in točnost. Zgled potrpežljivega in točnega astronomskega merjenja so meritve astronomske enote. Ta zgled nam pokaže tudi, da so pred Kopernikom to poskušali le trije ali pa mogoče le maloštevilni. Kopernikovo tiho in neutrudno delo upravičeno imenujemo revolucija, saj po njem naša slika zgradbe Osončja ni bila nikoli več tako zavita v meglo, čeprav so jo za dolgo časa tudi prepovedali in izbrisali s seznama 'učenosti'.

## Priznanja

### Poimenovanja
Po njem se imenuje udarni krater Kopernik na Luni s koordinatama 9,7° severno; 20,0° zahodno, premerom 93 km in globino 3,8 km. V začetku leta 2010 je IUPAC po njem poimenovala kemični element kopernicij.